# La Alberca de Záncara
La Alberca de Záncara ist ein Ort und eine Gemeinde (municipio) mit 1.531 Einwohnern (Stand: 2024) in der Provinz Cuenca in der Autonomen Gemeinschaft Kastilien-La Mancha in Spanien.

## Lage und Klima
Der Ort La Alberca de Záncara liegt inmitten einer nahezu ebenen Agrarlandschaft gut 85 km (Fahrtstrecke) südwestlich der Provinzhauptstadt Cuenca in einer Höhe von ca. 820 m; die Stadt Albacete ist ca. 90 km in südöstlicher Richtung entfernt. Das Klima ist gemäßigt bis mild; Regen (ca. 450 mm/Jahr) fällt überwiegend im Winterhalbjahr.

## Bevölkerungsentwicklung
| Jahr      | 1857 | 1900 | 1950 | 2000 | 2021 |
| Einwohner | 1273 | 1163 | 2618 | 1741 | 1581 |

Die Mechanisierung der Landwirtschaft und die Aufgabe bäuerlicher Kleinbetriebe („Höfesterben“) haben seit der zweiten Hälfte des 20. Jahrhunderts zur Arbeitslosigkeit und Abwanderung der meisten Einwohner geführt („Landflucht“).

## Wirtschaft
In früheren Zeiten lebten die Einwohner als Selbstversorger von der Landwirtschaft (Ackerbau und Viehzucht). Die allgemeine Situation verbesserte sich erst mit dem Bau von Straßen.

## Geschichte
Auf dem Gemeindegebiet wurden prähistorische und römische Kleinfunde gemacht. Im frühen 8. Jahrhundert kamen die Mauren, die mehr als 350 Jahre blieben und erst im Jahr 1184 von den christlichen Heeren Alfons’ VIII. vertrieben werden konnten (reconquista). Zu Beginn des 14. Jahrhunderts kamen Burg und Ort in den Besitz des Infanten Juan Manuel und später in den der Markgrafen von Villena.

## Sehenswürdigkeiten

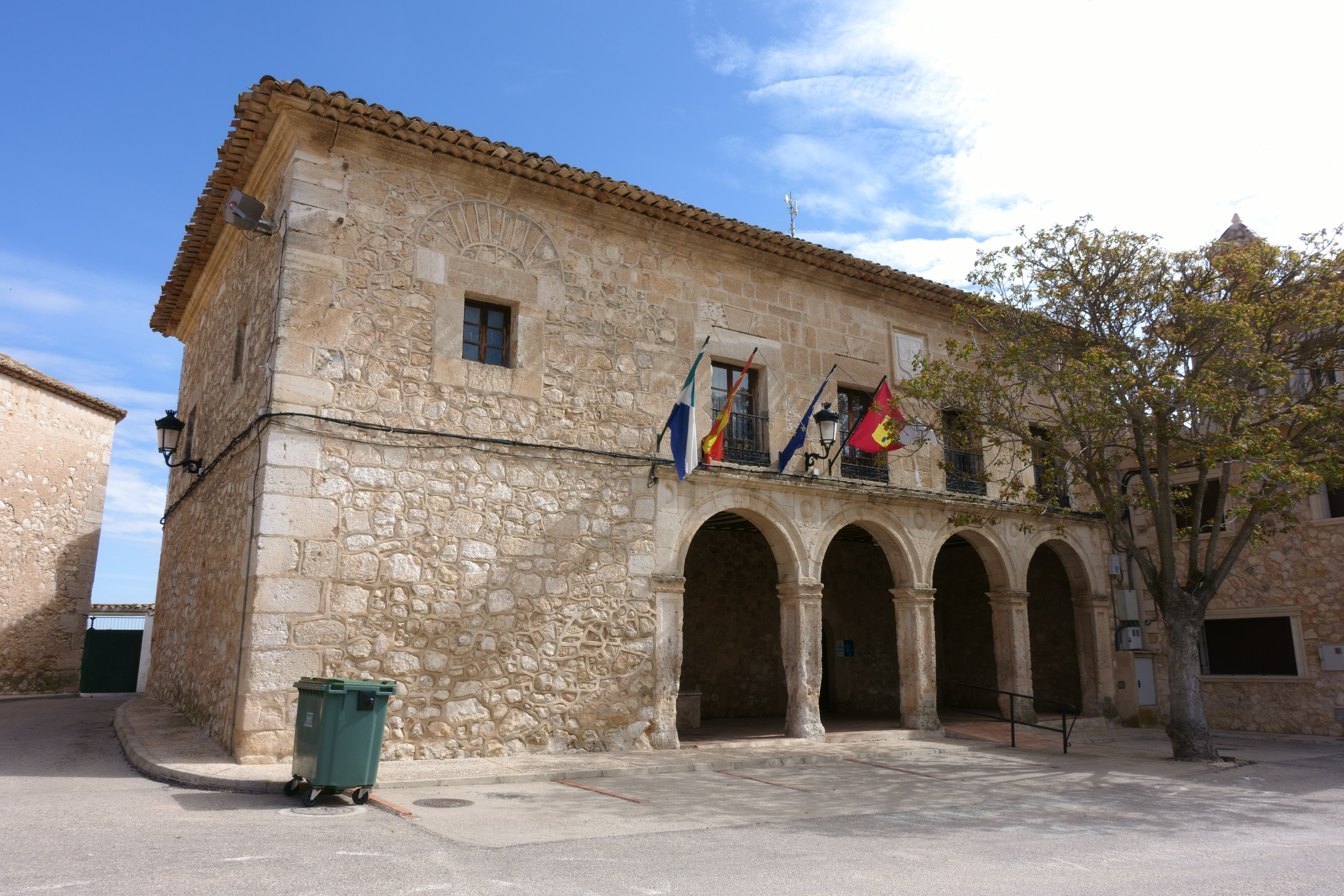
Rathaus (Casa Consistorial)

- Die Iglesia de Nuestra Señora de la Asunción aus dem 15./16. Jahrhundert ist der Himmelfahrt Mariens geweiht; sie zeigt Formen des Übergangs von der Spätgotik zur Renaissance. Der z. T. überkuppelte Vierungs- und Chorbereich ist gegenüber dem von vier Seitenaltären begleiteten Kirchenschiff (nave) erhöht. Im Gewölbe sind Stichkappen ausgeschnitten.[5]
- Unmittelbar hinter der Kirche befindet sich das in einem repräsentativen Stadtpalast (evtl. ein ehemaliges Hospital) aus dem 16./17. Jahrhundert untergebrachte Rathaus.
- Der Convento de Dominicas beruht auf einer Stiftung des Infanten Don Juan Manuel aus dem Jahr 1335.[6]
- Das in einem neugebauten Windmühlenturn untergebrachte Museo Etnográfico zeigt Exponate aus der Orts- und Regionalgeschichte.